# Carin Götblad
Carin-Cecilia Götblad, född 1 januari 1956 i Sundbyberg, Stockholms län, är en svensk jurist och polischef. Sedan 1 oktober 2021 är hon polismästare vid NOA (Nationella operativa avdelningen). Mellan 1 januari 2015 och 30 september 2020 var hon regionpolischef för Polisregion Mitt, innefattande Uppsala, Västmanlands och Gävleborgs län, med säte i Uppsala.

## Biografi
Götblad utbildade sig först till förskollärare och arbetade därefter som sådan i Upplands Väsby innan hon studerade juridik, och någon termin också på psykologlinjen, vid Stockholms universitet. Hon avlade jur.kand.-examen 1987.
Hon var länspolismästare för Polismyndigheten i Stockholms län mellan 5 maj 2003 och 4 maj 2012, dessutom för polismyndigheten Gotland från 1 september 2008 till 4 maj 2012. Hon blev känd för den större allmänheten vid jakten på Anna Lindhs mördare i september 2003.
I september 2003 startade Götblad Projekt Nova mot organiserad brottslighet i Stockholms län. Götblad kritiserades för att ha kraftigt överdrivit resultatet av projektet då statistiken som användes som utvärdering inkluderade tidigare fall och ingripande utanför Stockholm. Efter en granskning av Dagens Nyheter framgick det att Götblad hade överdrivet framgången i att bekämpa det kriminella nätverket Black Cobra som trots Götblads påstående om att de var på väg att slås ut i själva verket hade expanderat.
Hon var regeringens samordnare mot våld i nära relationer 2012–2014. 2010–2013 var Carin Götblad ordförande i styrelsen för Högskolan på Gotland. Hon har även varit ledamot i Göteborgs universitets styrelse, KTH:s styrelse, Specialfastigheters styrelse och sitter numera i konsistoriet för Karolinska Institutet.
Hon invigningstalade på Stockholm Pride 2005. Under Idrottsgalan den 18 januari 2010 presenterade hon priset "Årets idrottare med funktionshinder", Peter Sajwani,  då hon själv varit med om en tidigare olycka där hon brutit knät och blivit tillfälligt rullstolsburen. Hon har även medverkat i ett stort antal TV- och radioprogram, bland annat Min sanning som sändes i SVT 2012 och P1-sommar.
Götblad har lett flera uppmärksammade statliga utredningar, som till exempel "Våld i nära relationer - en folkhälsofråga, förslag för ett effektivare arbete (SOU 2014:49)" och "Kriminella grupperingar - motverka rekrytering och underlätta avhopp (SOU 2010:15)".
I oktober 2020 uppmärksammade DN att Götblad erhållit en attraktiv bostad i en av polisens stiftelser,  för vilken hon var ordförande.  Särskilda åklagarkammaren inledde efter anmälan av rikspolischefen och privatpersoner en förundersökning om trolöshet mot huvudman och om grov förskingring. Förundersökningen las ner då uthyrning skett till marknadshyra.

## Priser och utmärkelser
- 2003: Kommendör av Förbundsrepubliken Tysklands förtjänstorden, KTyskRFO
- 2006: Årets hetero - QX Gaygalan
- 2007: Årets chef - Chef
- 2008: Kjell E. Johanssonpriset
- 2008: Årets ledare - Affärsvärlden
- 2008: Årets Yrkeskvinna i Stockholm
- 2009: Årets ungdomsambassadör
- 2010: Årets eldsjäl - Samhalls stora pris
- 2010: Årets rivjärn
- 2011: Stora djurskyddspriset - Svenska Djurskyddsföreningen
- 2011: Guldråttan - Djurens Rätt
- 2011: Svenska kennelklubbens hederspris
- 2012: Svenska brukshundsklubbens hederspris
- 2013: S:t Eriksmedaljen - förtjänstfulla insatser för Stockholm
- 2014: Pro Patria-medaljen av högsta graden - förtjänstfulla insatser för barn och ungdomar